# Wereldbeker schaatsen 2008/2009 - Wereldbeker 4
De vierde wedstrijd in het kader van de Wereldbeker schaatsen 2008/09 is verreden op zaterdag 6 december en  zondag 7 december op de provinciale ijsbaan van Jilin in  Changchun, China,  waar eerder de Aziatische Winterspelen 2007 plaatsvonden.

## Wedstrijdschema
Hieronder het geplande tijdschema van de wedstrijd, alle aangegeven tijdstippen zijn China standaard tijd. Het tijdverschil met Nederland bedraagt zeven uur.
| Datum      | Tijd      | Afstanden                                                                          |
| ---------- | --------- | ---------------------------------------------------------------------------------- |
| 6 december | 14:00 cst | 500 m vrouwen 500 m mannen 1000 m vrouwen 1000 m mannen                            |
| 7 december | 14:00 cst | 500 m vrouwen 500 m mannen 1000 m vrouwen 1000 m mannen 100 m vrouwen 100 m mannen |

## Nederlandse deelnemers

### Dag 1
| Afstand | Geslacht | Deelnemers, A- of B-groep | Deelnemers, A- of B-groep | Deelnemers, A- of B-groep | Deelnemers, A- of B-groep | Deelnemers, A- of B-groep | Deelnemers, A- of B-groep | Deelnemers, A- of B-groep | Deelnemers, A- of B-groep | Deelnemers, A- of B-groep | Deelnemers, A- of B-groep |
| ------- | -------- | ------------------------- | ------------------------- | ------------------------- | ------------------------- | ------------------------- | ------------------------- | ------------------------- | ------------------------- | ------------------------- | ------------------------- |
| 500m    | Mannen   | Smeekens                  | A                         | Kuipers                   | A                         | Tuitert                   | A                         | Groothuis                 | A                         |                           |                           |
| 500m    | Vrouwen  | Gerritsen                 | A                         | Boer                      | A                         | Oenema                    | A                         | Timmer                    | A                         | Van Riessen               | B                         |
|         |          |                           |                           |                           |                           |                           |                           |                           |                           |                           |                           |
| 1000m   | Mannen   | Groothuis                 | A                         | Tuitert                   | A                         | Kuipers                   | A                         | de Vries                  | B                         | Olde Heuvel               | B                         |
| 1000m   | Vrouwen  | Gerritsen                 | A                         | Van Riessen               | A                         | Boer                      | B                         | Delfgou                   | B                         | Timmer                    | A                         |

### Dag 2
| Afstand | Geslacht | Deelnemers, A- of B-groep | Deelnemers, A- of B-groep | Deelnemers, A- of B-groep | Deelnemers, A- of B-groep | Deelnemers, A- of B-groep | Deelnemers, A- of B-groep | Deelnemers, A- of B-groep | Deelnemers, A- of B-groep | Deelnemers, A- of B-groep | Deelnemers, A- of B-groep |
| ------- | -------- | ------------------------- | ------------------------- | ------------------------- | ------------------------- | ------------------------- | ------------------------- | ------------------------- | ------------------------- | ------------------------- | ------------------------- |
| 500m    | Mannen   | Smeekens                  | A                         | Kuipers                   | A                         | Tuitert                   | A                         | Groothuis                 | A                         |                           |                           |
| 500m    | Vrouwen  | Gerritsen                 | A                         | Boer                      | A                         | Oenema                    | A                         | Timmer                    | A                         |                           |                           |
|         |          |                           |                           |                           |                           |                           |                           |                           |                           |                           |                           |
| 1000m   | Mannen   | Groothuis                 | A                         | Tuitert                   | A                         | Kuipers                   | A                         | de Vries                  | B                         | Olde Heuvel               | B                         |
| 1000m   | Vrouwen  | Gerritsen                 | A                         | Van Riessen               | A                         | Boer                      | B                         | Delfgou                   | B                         | Timmer                    | A                         |

## Podia

### Mannen
| Afstand:                  | Goud:                    | Tijd    | Zilver:                      | Tijd    | Brons:                       | Tijd    |
| 100 m details             | Yuya Oikawa Japan        | 9,45*   | Lee Kang-seok Zuid-Korea     | 9,61    | Yu Fengtong China            | 9,89    |
| 500 m (zaterdag) details  | Yu Fengtong China        | 34,97   | Keiichiro Nagashima Japan    | 35,08   | Lee Kyou-hyuk Zuid-Korea     | 35,27   |
| 500 m (zondag) details    | Dmitri Lobkov Rusland    | 35,07   | Yu Fengtong China            | 35,09   | Keiichiro Nagashima Japan    | 35,20   |
| 1000 m (zaterdag) details | Lee Kyou-hyuk Zuid-Korea | 1.09,68 | Stefan Groothuis Nederland   | 1.10,15 | Shani Davis Verenigde Staten | 1.10,32 |
| 1000 m (zondag) details   | Simon Kuipers Nederland  | 1.09,83 | Shani Davis Verenigde Staten | 1.09,99 | Stefan Groothuis Nederland   | 1.10,01 |

* In de voorronde reed Yuya Oikawa met 9,41 een officieus wereldrecord laaglandbaan.

### Vrouwen
| Afstand:                  | Goud:                         | Tijd    | Zilver:                     | Tijd    | Brons:                        | Tijd    |
| 100 m details             | Jenny Wolf Duitsland          | 10,23*  | Xing Aihua China            | 10,27   | Lee Sang-hwa Zuid-Korea       | 10,67   |
| 500 m (zaterdag) details  | Jenny Wolf Duitsland          | 38,09   | Lee Sang-hwa Zuid-Korea     | 38,71   | Annette Gerritsen Nederland   | 38,86   |
| 500 m (zondag) details    | Jenny Wolf Duitsland          | 37,98   | Annette Gerritsen Nederland | 38,52   | Lee Sang-hwa Zuid-Korea       | 38,56   |
| 1000 m (zaterdag) details | Kristina Groves Canada        | 1.18,18 | Shannon Rempel Canada       | 1.18,20 | Laurine van Riessen Nederland | 1.18,48 |
| 1000 m (zondag) details   | Laurine van Riessen Nederland | 1.17,25 | Kristina Groves Canada      | 1.17,80 | Shannon Rempel Canada         | 1.18,27 |

* In de voorronde reed Jenny Wolf met 10,21 een officieus wereldrecord laaglandbaan.